# Persone di nome Néstor
| Questa pagina contiene informazioni ricavate automaticamente dalle voci biografiche con l'ausilio del template Bio e di un bot. L'aggiornamento è periodico e automatico e ricostruisce completamente la pagina. Se manca una persona in questa lista, sei pregato di non aggiungerla, ma accertati piuttosto che la sua voce biografica contenga il template Bio e che i dati anagrafici siano correttamente compilati. Se il template Bio manca, inseriscilo tu stesso o, in alternativa, metti l'avviso {{tmp\|Bio}} che ne segnala la mancanza. Se i dati riportati sono sbagliati, correggi direttamente la voce biografica; le modifiche saranno visibili in questa lista entro pochi giorni. Per chiarimenti vedi il progetto antroponimi. La lista contiene solo le 57 persone che sono citate nell'enciclopedia e per le quali è stato implementato correttamente il template Bio. Pagina aggiornata al 16 ott 2024. |

Questa è una lista di persone presenti nell'enciclopedia che hanno il prenome Néstor, suddivise per attività principale.

## Allenatori di calcio(4)
- Néstor Clausen, allenatore di calcio e ex calciatore argentino (Arrufo, n. 1962)
- Néstor Craviotto, allenatore di calcio e ex calciatore argentino (La Plata, n. 1963)
- Néstor Gorosito, allenatore di calcio e ex calciatore argentino (San Fernando, n. 1964)
- Néstor Lorenzo, allenatore di calcio e ex calciatore argentino (Buenos Aires, n. 1966)

## Allenatori di pallacanestro(1)
- Néstor García, allenatore di pallacanestro argentino (Bahía Blanca, n. 1965)

## Antropologi(1)
- Néstor García Canclini, antropologo argentino (La Plata, n. 1939)

## Arbitri di calcio(1)
- Néstor Pitana, ex arbitro di calcio e attore argentino (Corpus, n. 1975)

## Attori(1)
- Néstor Garay, attore argentino (Santa Rosa, n. 1931 - Roma, † 2003)

## Calciatori(35)
- Néstor Albiach, calciatore spagnolo (Xirivella, n. 1992)
- Néstor Araujo, calciatore messicano (Guadalajara, n. 1991)
- Néstor Ayala, calciatore paraguaiano (San Lorenzo, n. 1983)
- Néstor Bareiro, calciatore paraguaiano (Fernando de la Mora, n. 1983)
- Néstor Breitenbruch, calciatore argentino (Posadas, n. 1995)
- Néstor Calderón, ex calciatore messicano (Tlajomulco de Zúñiga, n. 1989)
- Néstor Camacho, calciatore paraguaiano (Villa Florida, n. 1987)
- Néstor Canelón, calciatore venezuelano (Caracas, n. 1991)
- Néstor Carballo, calciatore uruguaiano (Montevideo, n. 1929 - Salto, † 1981)
- Gabriel Cedrés, ex calciatore uruguaiano (Minas, n. 1970)
- Néstor Contreras, ex calciatore cileno (Santiago del Cile, n. 1979)
- Néstor Duarte, calciatore peruviano (Callao, n. 1990)
- Néstor Errea, calciatore argentino (Buenos Aires, n. 1939 - Atene, † 2005)
- Néstor Fabbri, ex calciatore argentino (Buenos Aires, n. 1968)
- Néstor Adrián Fernández, calciatore paraguaiano (Asunción, n. 1992)
- Néstor Giménez, calciatore paraguaiano (Itá, n. 1997)
- Néstor Gonçalves, calciatore uruguaiano (Cabellos, n. 1936 - Montevideo, † 2016)
- Néstor Isasi, ex calciatore paraguaiano (Encarnación, n. 1972)
- Néstor Manfredi, ex calciatore argentino (Rosario, n. 1942)
- Néstor Martinena, ex calciatore argentino (Necochea, n. 1987)
- Néstor Martínez, calciatore guatemalteco (Puerto Barrios, n. 1981)
- Néstor Moiraghi, calciatore argentino (Cipolletti, n. 1985)
- Néstor Monge, calciatore costaricano (n. 1990)
- Néstor Montelongo, calciatore uruguaiano (Montevideo, n. 1955 - † 2021)
- Fernando Muslera, calciatore uruguaiano (Buenos Aires, n. 1986)
- Néstor Ortigoza, ex calciatore argentino (San Antonio de Padua, n. 1984)
- Néstor Ortiz, ex calciatore colombiano (Turbo, n. 1968)
- Néstor Renderos, calciatore salvadoregno (San Salvador, n. 1988)
- Néstor Rossi, calciatore e allenatore di calcio argentino (Buenos Aires, n. 1925 - Buenos Aires, † 2007)
- Néstor Senra, calciatore spagnolo (Siviglia, n. 2002)
- Andrés Silvera, ex calciatore argentino (Comodoro Rivadavia, n. 1977)
- Néstor Subiat, ex calciatore svizzero (Buenos Aires, n. 1966)
- Néstor Susaeta, ex calciatore spagnolo (Eibar, n. 1984)
- Néstor Togneri, calciatore argentino (San Martín, n. 1942 - San Martín, † 1999)
- Néstor Vidrio, calciatore messicano (Guadalajara, n. 1989)

## Cestisti(4)
- Néstor Antón, cestista uruguaiano (Montevideo, n. 1924 - Montevideo, † 1952)
- Néstor Colmenares, cestista venezuelano (Caracas, n. 1987)
- Néstor Cora, ex cestista statunitense (New York, n. 1956)
- Néstor Delguy, ex cestista argentino (n. 1945)

## Ciclisti su strada(1)
- Néstor Mora, ciclista su strada colombiano (Bogotà, n. 1963 - Manizales, † 1995)

## Direttori della fotografia(1)
- Néstor Almendros, direttore della fotografia e regista spagnolo (Barcellona, n. 1930 - New York, † 1992)

## Ginnasti(1)
- Néstor Abad, ginnasta spagnolo (Alcoy, n. 1993)

## Giocatori di biliardo(1)
- Néstor Osvaldo Gómez, giocatore di biliardo argentino (Necochea, n. 1941 - Scafati, † 2018)

## Guerriglieri(1)
- Néstor Paz Zamora, guerrigliero boliviano (Cochabamba - Teoponte, † 1969)

## Piloti automobilistici(2)
- Néstor García Veiga, pilota automobilistico argentino (Arrecifes, n. 1945)
- Néstor Girolami, pilota automobilistico argentino (Cordoba, n. 1989)

## Piloti motociclistici(1)
- Néstor Jorge Cabrera, pilota motociclistico spagnolo (Santa Cruz de Tenerife, n. 1975 - † 2015)

## Politici(1)
- Néstor Kirchner, politico argentino (Río Gallegos, n. 1950 - El Calafate, † 2010)

## Tenori(1)
- Néstor Mesta Chaires, tenore messicano (Ciudad Lerdo, n. 1908 - Città del Messico, † 1971)